# Vienna Autoshow
Die Vienna Autoshow war die größte Automobilausstellung Österreichs, die erstmals im Jahr 2004 stattfand.
Veranstaltungsort ist das neue Wiener Messezentrum, wo die Motorshow gemeinsam mit der Ferienmesse veranstaltet wird (gemeinsame Eintrittskarte). Im Jahr 2008 wurden die beiden Messen von rund 153.000 Personen besucht und stellen damit auch die publikumsstärksten Veranstaltungen der Reeds Exhibitions Messe Wien dar.
Es werden alle gängigen Automodelle – rund 400 Fahrzeuge von 46 verschiedenen Marken – ausgestellt, im Jahr 2008 kam es dabei außerdem zu 30 Österreichpremieren und einigen Europapremieren. 2006 ging man zu einem 2-Jahresrhythmus über – ab 2012 wird die Vienna Autoshow wieder jedes Jahr abgehalten. Die bisher letzte Vienna Autoshow fand vom 16. bis zum 19. Jänner 2020 statt.